# Gahinga
Il monte Gahinga (3474 m) è un vulcano estinto/dormiente situato al confine fra Ruanda e Uganda. 
Appartiene alla catena dei monti Virunga, e si trova fra i monti Muhabura e Sabyinyo, entrambi più alti. Il nome significa "piccolo cumulo di pietre" in lingua kinyarwanda. Parte del monte appartiene al parco nazionale ugandese di Mgahinga Gorilla, che prende il nome dal monte; il versante ugandese è anche quello dove la scalata è più agevole.